# Dmitri Karpow
Dmitri Wassiljewitsch Karpow (russisch Дмитрий Васильевич Карпов, engl. Transkription Dmitriy Karpov; * 23. Juli 1981 in Qaraghandy, Kasachische SSR, UdSSR) ist ein ehemaliger kasachischer Leichtathlet, der sich auf den Zehnkampf spezialisiert hat. In dieser Disziplin ist er Inhaber des Asienrekordes und gewann 2004 die Bronzemedaille bei den Olympischen Sommerspielen in Athen sowie bei den Weltmeisterschaften 2003 und 2007 ebenfalls jeweils die Bronzemedaille. Auch auf kontinentaler Ebene zählt er mit Siegen bei Asienspielen sowie Asienmeisterschaften zu den erfolgreichsten kasachischen Leichtathleten. Er ist mit der ehemaligen kasachischen Mehrkämpferin Irina Karpowa verheiratet.

## Sportliche Laufbahn
Erste Erfahrungen bei internationalen Meisterschaften sammelte Dmitri Karpow im Jahr 1999, als er bei den Juniorenasienmeisterschaften in Singapur mit 6714 Punkten den vierten Platz im Zehnkampf belegte. Im Jahr darauf gelangte er bei den Juniorenweltmeisterschaften in Santiago de Chile mit 7366 Punkten ebenfalls auf den vierten Platz und 2001 siegte er bei den Ostasienspielen in Osaka mit 7567 Punkten. Im Jahr darauf belegte er bei den Asienmeisterschaften in Colombo mit 14,47 s den fünften Platz im 110-Meter-Hürdenlauf und erreichte im Weitsprung mit 7,70 m Rang acht. Anschließend nahm er erstmals an den Asienspielen in Busan teil und gewann dort mit 7995 Punkten die Silbermedaille im Zehnkampf hinter dem Chinesen Qi Haifeng. 2003 übertraf er in Desenzano del Garda erstmals die 8000-Punkte-Grenze und qualifizierte sich damit für die Weltmeisterschaften nahe Paris und gewann dort mit neuem Landesrekord von 8374 Punkten die Bronzemedaille hinter dem US-Amerikaner Tom Pappas und Roman Šebrle aus der Tschechischen Republik. Im Jahr darauf wurde er bei den Hallenweltmeisterschaften in Budapest mit neuem Asienrekord von 6155 Punkten Vierter im Siebenkampf. Im Freien verbesserte er den Asienrekord im Zehnkampf 2004 gleich zweimal. Zuerst belegte er beim Mehrkampf-Meeting Götzis in mit 8512 Punkten den zweiten Platz hinter Šebrle. Bei den Olympischen Spielen in Athen steigerte er sich dann auf 8725 Punkte und gewann die Bronzemedaille hinter Šebrle und dem US-Amerikaner Bryan Clay.
Nach einem schwachen Jahr 2005, in dem er seinen Wettkampf bei den Weltmeisterschaften in Helsinki nicht beenden konnte, gewann er im Jahr darauf die IAAF World Combined Events Challenge. Nachdem er in Götzis Zweiter hinter Clay geworden war, siegte er bei den Meetings in Ratingen und Talence. Anfang Dezember nahm er dann erneut an den Asienspielen in Doha teil und siegte dort mit neuem Spielerekord von 8384 Punkten. 2007 wurde er beim Fortuna Meeting in Kladno mit 8553 Punkten Zweiter und gewann anschließend bei den Weltmeisterschaften in Osaka mit 8586 Punkten erneut die Bronzemedaille, diesmal hinter dem Tschechen Roman Šebrle und Maurice Smith aus Jamaika. Im Jahr darauf gewann er dann auch bei den Hallenweltmeisterschaften in Valencia mit 6131 Punkten die Bronzemedaille im Siebenkampf hinter dem US-Amerikaner Bryan Clay und dem Belarussen Andrej Krautschanka. Anfang Juni siegte er mit 8504 Punkten beim Hypomeeting in Götzis und nahm anschließend erneut an den Olympischen Spielen in Peking teil, musste dort aber seinen Wettkampf vorzeitig beenden.
2009 wurde er beim Fortuna Meeting mit 8029 Punkten Dritter und erreichte anschließend bei den Weltmeisterschaften in Berlin mit 7952 Punkten Rang 20. Daraufhin gewann er bei den Hallenasienspielen in Hanoi mit 5691 Punkten die Silbermedaille im Siebenkampf hinter dem Saudi-Araber Mohammed Jasem al-Qaree. Im Jahr darauf verteidigte er nach einer durchwachsenen Saison bei den Asienspielen in Guangzhou mit 8026 Punkten seinen Titel im Zehnkampf und 2011 gelangte er nach einem vierten Platz beim Fortuna Meeting bei den Weltmeisterschaften in Daegu mit 7550 Punkten auf Platz 21. Im Jahr darauf sicherte er sich bei den Hallenasienmeisterschaften in Hangzhou mit 5928 Punkten die Goldmedaille im Siebenkampf und siegte anschließend bei den Meetings in Desenzano und Kladno, ehe er bei seinen dritten Olympischen Spielen in London teil und klassierte sich dort mit 7926 Punkten auf dem 18. Platz. 2013 wurde er in Kladno mit 7978 Punkten Zweiter und siegte anschließend bei seinem einzigen Antreten bei den Asienmeisterschaften in Pune mit 8037 Punkten. Daraufhin startete er bei den Weltmeisterschaften in Moskau, musste dort aber seinen Vorlauf vorzeitig beenden. Im Jahr darauf verteidigte er bei den Hallenasienmeisterschaften in Hangzhou mit 5752 Punkten seinen Titel im Siebenkampf und wurde im Oktober bei den Asienspielen in Incheon mit 7749 Punkten Vierter. 2015 bestritt er in Almaty seinen letzten offiziellen Wettkampf und beendete daraufhin seine aktive sportliche Karriere im Alter von 33 Jahren.
In den Jahren 2002 und 2003 wurde Karpow kasachischer Hallenmeister im Siebenkampf und 2004 siegte er über 60 m Hürden sowie 2007 im Kugelstoßen.

## Persönliche Bestleistungen
- 110 m Hürden: 13,93 s (+0,5 m/s), 23. Juni 2002 in Almaty
  - 60 m Hürden (Halle): 7,79 s, 23. Februar 2003 in Moskau
- Weitsprung: 8,05 m (+1,2 m/s), 23. Juni 2002 in Almaty
  - Weitsprung (Halle): 7,99 m, 8. Februar 2004 in Moskau (kasachischer Rekord)
- Kugelstoßen: 16,95 m, 24. November 2010 in Guangzhou
  - Kugelstoßen (Halle): 16,26 m, 18. Februar 2012 in Hangzhou
- Zehnkampf: 8725 Punkte, 24. August 2004 in Athen (Asienrekord)
  - Siebenkampf (Halle): 6229 Punkte, 16. Februar 2008 in Tallinn (Asienrekord)